# GEMA
Gesellschaft für elektroakustische und mechanische Apparate mbH (z niem. Towarzystwo Aparatów Elektroakustycznych i Mechanicznych) – niemieckie przedsiębiorstwo zajmujące się w latach 1934–1945 badaniami nad zastosowaniem radaru i radiolokacji.

## Historia
GEMA była kontynuacją funkcjonującej od 1933 jednostki badawczo-rozwojowej niemieckiej marynarki Reichsmarine i powstała na skutek zwiększającej się roli radaru w zastosowaniach wojskowych. Kierujący laboratorium doświadczalnym dr. Rudolf Kühnhold rozwinął badania nad praktycznym zastosowaniem fal elektromagnetycznych w zdalnym wykrywaniu celów, miało to istotne znaczenie w przypadku ewentualnego konfliktu zbrojnego, gdyż technologia ta umożliwiała wczesne wykrycie potencjalnego ataku nieprzyjaciela z użyciem różnych typów uzbrojenia, głównie samolotów i obiektów nawodnych (okręty wojenne i podwodne). W ostatnich miesiącach 1933 podjęto próbę połączenia z firmą telekomunikacyjną Telefunken w celu przyspieszenia badań, jednak z uwagi na brak porozumienia i rozbieżności celów obu stron postanowiono, także z uwagi na zachowanie tajemnicy prac nad nowym wynalazkiem, utworzyć osobną firmę zajmującą się dalszymi badaniami i produkcją urządzeń radarowych.
W 1934 w Berlinie utworzono spółkę GEMA (Gesellschaft für elektroakustische und mechanische Apparate), jej głównymi udziałowcami byli inżynierowie Hans-Karl Freicher von Willisen i Paul Günter Erbslöh. Do przedsiębiorstwa jako udziałowcy dołączyli także Christian Adolf Lassen i Erich Golde. Początkowo opracowywano urządzenia do wykrywania obiektów morskich z użyciem fal elektromagnetycznych o długości 1,8 m – niespodziewanie w 1935 odkryto ich przydatność w wykrywaniu celów powietrznych. Wkrótce stworzono stację radiolokacyjną Freya (FuMG 39G), opracowaną na podstawie prototypu o nazwie roboczej Dete II. Po raz pierwszy wykorzystała urządzenie niemiecka Luftwaffe w czasie zajmowania Czechosłowacji w 1938. W marcu 1939 50. urządzeń typu Freya znalazło się w fazie produkcji – pomimo braku możliwości określenia wysokości lokalizowanych celów powietrznych używano tego radaru w jednostkach wywiadowczych Luftwaffe. W 1943 z powodu coraz większego zagrożenia nalotami bombowymi aliantów zakład produkcyjny GEMA Werke postanowiono przenieść do Lubania (Lauban) na Dolnym Śląsku.
Od połowy 1943 nowa siedziba firmy mieściła się w Lubaniu przy ul. Bismarckstrasse 29 i kontynuowała produkcję aparatów Freya, opracowano zarówno wersje stacjonarne i przenośne (z własnym generatorem prądotwórczym napędzanym benzyną). Urządzenie było w stanie zlokalizować naziemne nieruchome cele artyleryjskie i przemieszczające się obiekty powietrzne bez względu na warunki atmosferyczne, wyprodukowano także wersje aparatu dla niemieckiej Kriegsmarine, których zadaniem była radiolokacja celów morskich (zarówno nawodnych i podwodnych) i prawdopodobnie było to pierwsze zastosowanie radaru w działaniach wojennych na morzu – jednakże wyścig technologiczny w skonstruowaniu skutecznych radarów o zastosowaniu wojskowym, między państwami toczącymi II wojnę światową, trwał praktycznie od pierwszych dni wojny i Niemcy miały istotne zapóźnienia w wykorzystaniu bardzo skutecznych na polu walki fal elektromagnetycznych o długości 1 cm. Dokonano tego dopiero w 1943, podczas gdy alianci zastosowali tę długość fali znacznie wcześniej – główną przyczyną tych opóźnień był funkcjonujący w Niemczech w latach II wojny światowej urzędowy zakaz ograniczenia radiokomunikacji amatorskiej co powodowało iż zdolni inżynierowie i wynalazcy mogli prowadzić badania tylko w zamkniętych ośrodkach przemysłu wojskowego, co w istotnym stopniu ograniczało zasoby fachowców mogących pracować nad nową technologią.

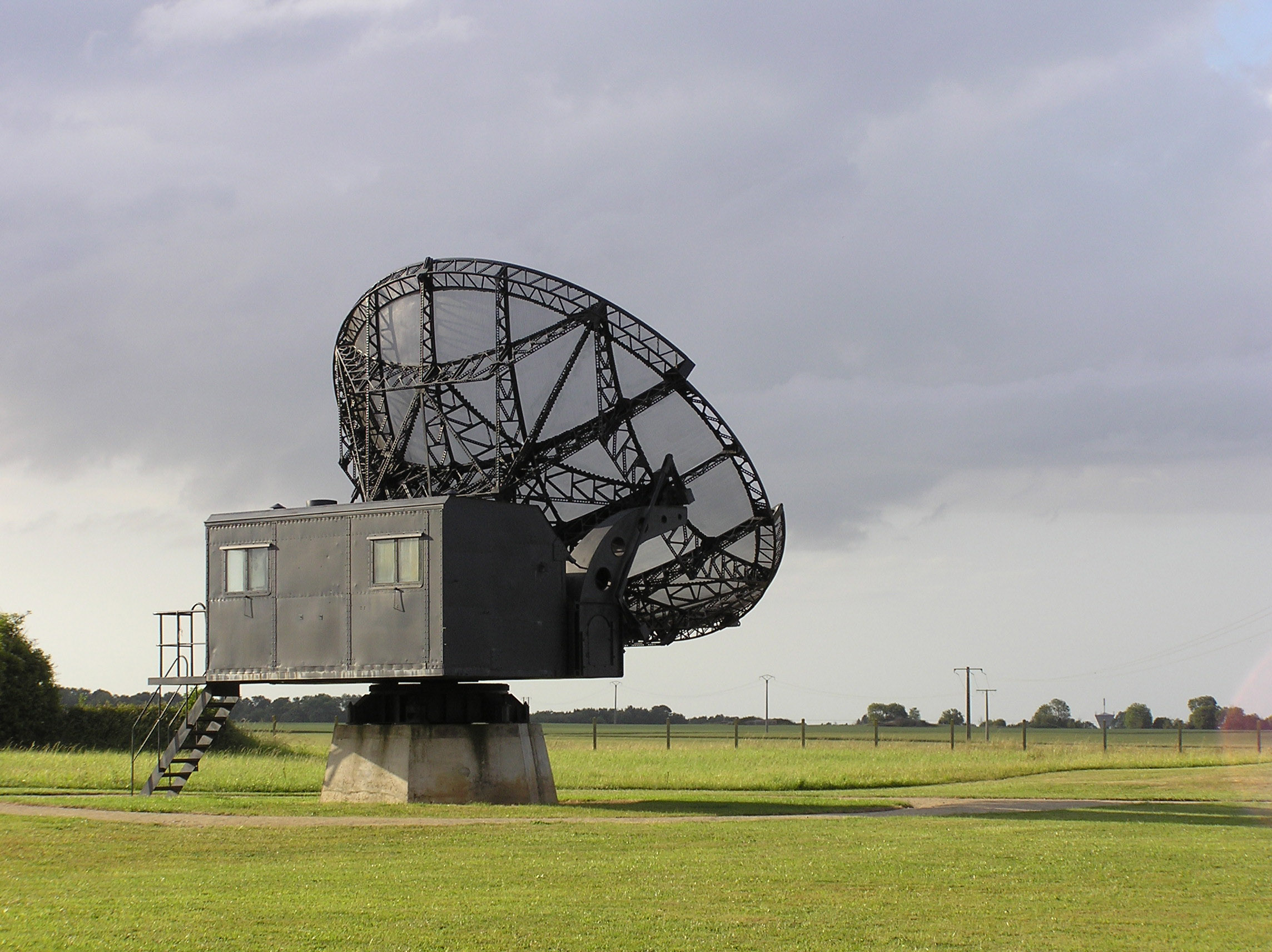
Stacja radiolokacyjna Würzburg Riese w Calvados, Francja

W latach 40. jednocześnie rozwijano pracę nad urządzeniami radiolokacyjnymi wykorzystującymi anteny paraboliczne emitujące fale elektromagnetyczne o długości 53 cm. Opracowano urządzenie stacjonarne Würzburg Riese (FuMG 65) o antenie parabolicznej średnicy 7,5 m i zasięgu działania 70 km. Liczba wyprodukowanych egzemplarzy sięgnęła ok. 1500. Eksperymentowano także z różnymi długościami fal elektromagnetycznych i nowymi urządzeniami radiolokacyjnymi o roboczych nazwach Mammut, Wassermann, Seetakt i Seeartgerät.
W 1945 na skutek zbliżającego się frontu i wojsk radzieckich zakłady GEMA Werke wysadzono w powietrze a większość wyposażenia i dokumentacji wywieziono, pozostałe egzemplarze urządzeń Freya i Würzburg Riese zostały przetransportowane do ZSRR a inżynierowie niemieccy i część dokumentacji trafiła prawdopodobnie do amerykańskiej strefy okupacyjnej. Firma oficjalnie przestała istnieć wraz z zakończeniem II wojny światowej.
W skład kompleksu produkcyjnego GEMA Werke w Lubaniu wchodziły (według listy Ministerstwa Zbrojeń i Produkcji Wojennej) następujące zakłady:
- Aerobau Lehmann KG w Giebułtowie
- Effzet-Werke, Otto Kunze
- Fritz & Co. GmbH w Lubaniu
- August Lassman w Lubaniu
- Lufahrtwerke w Leśnej
- Mau, Düchne & Habermann (własność G. Winklera)
- Merferd & Co w Lubaniu
- Walter KG
- Weinert und Sohne
- Gustaw Winkler w Lubaniu

W zakładach pracowali także więźniowie obozów pracy przymusowej z całej Europy, których zidentyfikowano przynajmniej 9 w okolicach Lubania. Istniała ponadto filia obozu koncentracyjnego Groß-Rosen w Leśnej-Miłoszowie której więźniowie także zatrudniani byli w GEMA Werke przy produkcji urządzeń radiolokacyjnych.